# Philippe Lioret

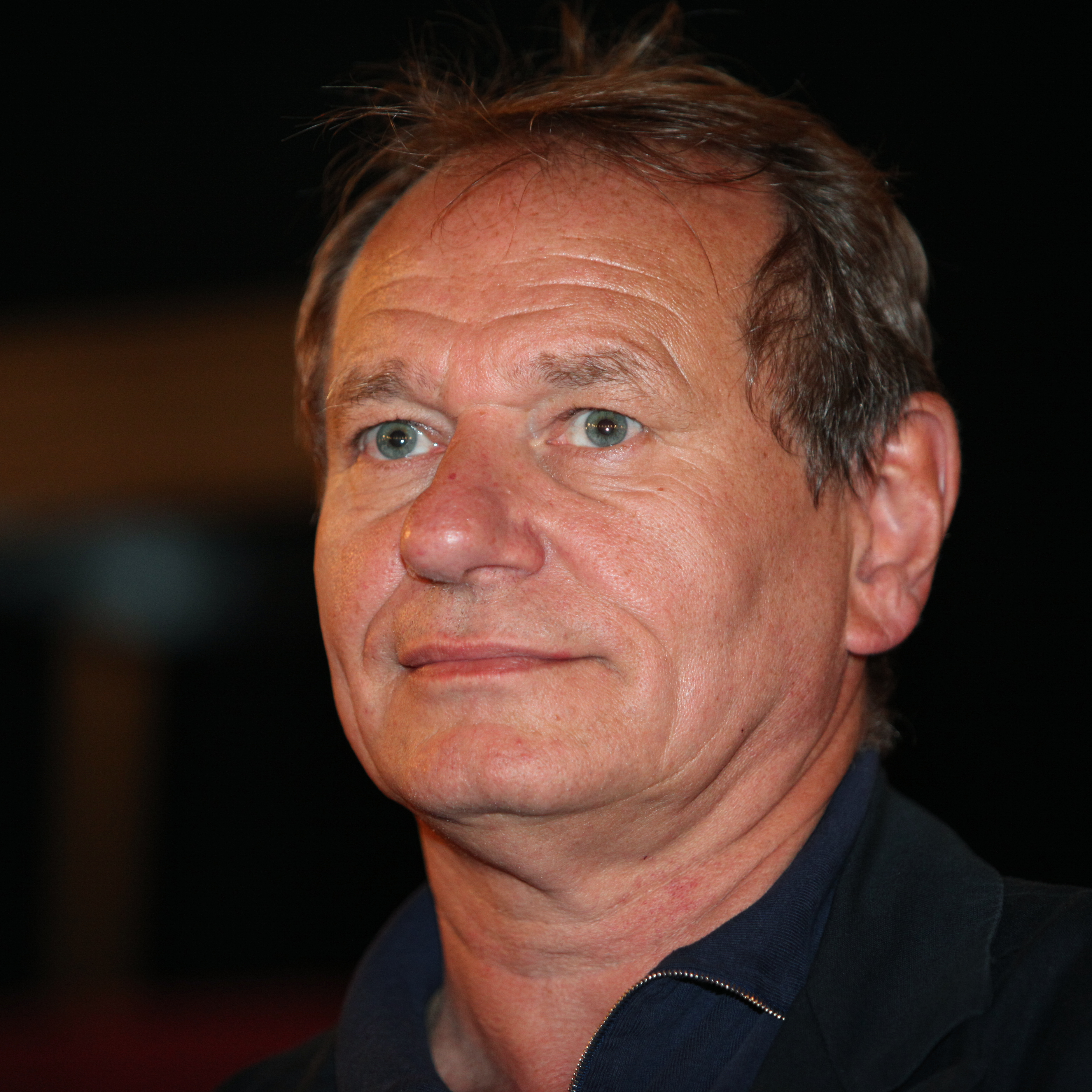
Philippe Lioret (2009)

Philippe Lioret (* 10. Oktober 1955 in Paris) ist ein französischer Drehbuchautor und Regisseur.

## Leben
Philippe Lioret arbeitete zunächst als Toningenieur und realisierte 1993 seinen ersten Spielfilm Tombés du Ciel mit Jean Rochefort und Marisa Paredes. Dafür bekam er beim Festival Internacional de Cine de Donostia-San Sebastián den Preis für die „Beste Regie“.
Danach drehte er zunächst Werbefilme und schloss 1997 die Arbeiten an seinen zweiten Film Tenue correcte exigée ab. Es folgten im Jahr 2000 Mademoiselle und 2004 Die Frau des Leuchtturmwärters (L’équipier) jeweils mit Sandrine Bonnaire in der Hauptrolle. Für seinen Film Keine Sorge, mir geht’s gut (Je vais bien, ne t’en fais pas, 2006) bekam Lioret einen Étoile d’Or als „bester Drehbuchautor“ und Hauptdarstellerin Mélanie Laurent unter anderem den César als „beste Nachwuchsschauspielerin“.
Im Jahr 2009 wurde Liorets sechster Spielfilm Welcome veröffentlicht, der im Immigrantenmilieu von Calais angesiedelt ist. Das Drama feierte seine Uraufführung bei der Berlinale 2009 und wurde unter anderem mit dem Lux-Filmpreis des Europäischen Parlaments, dem Prix Lumières und dem Friedensfilmpreis der Stadt Osnabrück ausgezeichnet. In Frankreich löste der Film neben Verständnis und Sympathie für illegalisierte Immigranten aber auch Kritik aus, weil er undifferenziert deren Fluchtbestrebungen am Ärmelkanal mit der lebensbedrohlichen Situation der Juden 1943, also dem Holocaust, gleichsetze. Lioret sah durchaus Parallelen, hatte aber gar nicht die Absicht, einen politischen Film zu machen; ihn reizte das dramaturgische Potential des Sujets.
An den folgenden beiden Filmen, Toutes nos envies (2011) und Le fils de Jean (2016), war Lioret nicht nur als Drehbuchautor und Regisseur, sondern auch als Produzent beteiligt. Letzterer wurde in Deutschland bei den 33. Französischen Filmtagen 2016 in Tübingen in französischer Originalfassung mit englischen Untertiteln (als The Kid) gezeigt.
Im Jahr 2014 erhielt Lioret vom französischen Kulturministerium die Auszeichnung „Officier de l’ordre des Arts et des Lettres“ verliehen.

## Filmografie

### Spielfilme
- 1993: Tombés du ciel
- 1997: Tenue correcte exigée
- 2001: Mademoiselle
- 2004: Die Frau des Leuchtturmwärters (L’équipier)
- 2006: Keine Sorge, mir geht’s gut (Je vais bien, ne t’en fais pas)
- 2009: Welcome
- 2011: All unsere Wünsche (Toutes nos envies)
- 2016: Die kanadische Reise (Le fils de Jean)
- 2018: Die Abenteuer von Wolfsblut (Croc-Blanc)
- 2019: Paris-Brest

### Kurzfilme und Serienfolgen
- 1984: Tout doit disparaître
- 1994: 3000 scénarios contre un virus (Folge: La sirène)
- 1995: 1, 2, 3 lumières!
- 2001: 12 regards sur le racisme au quotidien (Folge: Pas d’histoires)
- 2005: Tue l’amour
- 2005: Vache-qui-rit
- 2005: Tête de gondole (Episoden Tue l’amour und Vache-qui-rit)